# Георге Хаджи
Георге Хаджи (на румънски: Gheorghe Hagi), известен също като Джикъ Хаджи (Gică Hagi), роден на 5 февруари 1965 г. в село Съчеле, окръг Констанца) е румънски футболен треньор и играч. Той е футболистът с рекорден брой голове, отбелязани за националния отбор на Румъния.
Хаджи е етнически арумънин. Кръстник е на Адриан Муту и Александра Муту. Стадионът в град Констанца носи неговото име. Той е приятел и кумец на българския футболист Христо Стоичков, с когото играе заедно в испанския отбор Барселона. Заради чудесната си техника и поглед върху играта е наречен „Марадона на Балканите“.

## Футболна кариера

### Клубове
- 1978 - 1983 - ФК Фарул, Констанца (Farul Constanţa) – изиграни мачове: 18 – голове: 17
- 1983 - 1986 - Спортул Студенцеск, Букурещ – изиграни мачове: 108 – голове: 58
- 1986 - 1990 - Стяуа Букурещ – изиграни мачове: 97 – голове: 76
- 1990 - 1992 - Реал Мадрид – изиграни мачове: 64 – голове: 19
- 1992 - 1994 - Бреша (FC Brescia) – изиграни мачове: 60 – голове: 14
- 1994 - 1996 - Барселона – изиграни мачове: 36 – голове: 7
- 1996 - 2001 - Галатасарай – изиграни мачове: 167 – голове: 78

### В националния отбор на Румъния
Хаджи дебютира в националния отбор на Румъния на 10 август 1983 в Осло, при приятелски мач между Норвегия и Румъния, когато е едва на 18 години.
Дотогава играе в националния отбор за младежи под 16 години (4 мача), под 17 години (13 мача, 1 гол), под 18 години (32 мача, 9 гола) и олимпийския отбор (4 мача).
За първи път е избран за капитан на румънския национален отбор на 20 годишна възраст (16 октомври 1985 г.) за мача Румъния-Ирландия в квалификациите за Световната купа. След това е капитан на националния отбор още 65 пъти, до оттеглянето си през 2001 г. През 1990 г. се класира с националния отбор на Световното първенство в Италия.
През 19-те години, в които Хаджи е капитан на националния отбор, отборът на Румъния участва в две световни първенства (САЩ'94 и Франция'98) и две европейски, което е най-успешния период за румънския футбол.
През 2000 г. Хаджи е избран за „Най-добрия румънски футболист на всички времена“.
На 24 април 2001 г. Георге Хаджи играе за последен път в националния отбор на Румъния, през погледа на около 80000 фенове от цял свят.

## Треньорска кариера
Първи опит като треньор Хаджи прави в Румънския национален отбор през 2001 г. Остава на този пост пет месеца. През есента на 2003 става за кратко треньор на Бурсаспор, а от март 2004 г. е треньор на Галатасарай. В края на първия му сезон като треньор, завършил с класиране на трето място в лигата (считано за слабо за възможностите на отбора), на 30 май 2005 г. Хаджи подава оставка. След това става главен мениджър на отбора ФКУ Политехника (FCU Politehnica) Тимишоара. От 2010 до 2011 отново е начело на Галатасарай.

### Национален отбор на Румъния
юни 2001 – ноември 2001
Румъния: 4 мача, 1 победа, 2 равни, 1 загуба
05.09.2001 – Унгария – Румъния 0-2 (квалификации за СК CM 2002)
06.10.2001 – Румъния – Грузия 1-1 (квалификации за СК CM 2002)
10.11.2001 – Словения – Румъния 2-1 (бараж за квалификации за СК 2002)
14.11.2001 – Румъния – Словения 1-1 (бараж за квалификации за СК 2002)

### В Галатасарай, Истанбул 2004-2005
Суперлига на Турция 2004/2005
- 08.08.2004 	Галатасарай – Конияспор 	3-1
- 13.08.2004 	Газиантепспор – Галатасарай 	1-0
- 22.08.2004 	Галатасарай – Ризеспор 	2-1
- 28.08.2004 	Сакарияспор – Галатасарай 	1-2
- 12.09.2004 	Галатасарай – Самсунспор 	3-1
- 19.09.2004 	Бешикташ – Галатасарай 	0-0
- 26.09.2004 	Галатасарай – Истанбулспор 	4-1
- 01.10.2004 	Анкараспор – Галатасарай 	0-2
- 17.10.2004 	Галатасарай – Кайсериспор 	5-1
- 23.10.2004 	Трабзонспор – Галатасарай 	0-1
- 31.10.2004 	Галатасарай – Себатспор 	2-0
- 07.11.2004 	Диарбакърспор – Галатасарай 	2-0
- 21.11.2004 	Галатасарай – Малатияспор 	1-1
- 28.11.2004 	Анкарагюджу – Галатасарай 	0-1
- 05.12.2004 	Генчлербирлии – Галатасарай 	1-3
- 12.12.2004 	Галатасарай – Фенербахче 	1-0
- 19.12.2004 	Денизлиспор – Галатасарай 	0-0
- 23 януари 2005 	Бурсаспор – Галатасарай 	0-1 (Мач за купата на Турция)

- 04.02.2005 	Галатасарай – Газиантепспор 	5-1
- 12.02.2005 	Ризеспор – Галатасарай 	0-3
- 19.02.2005 	Галатасарай – Сакарияспор 	1-0
- 26.02.2005 	Самсунспор – Галатасарай 	2-1
- 02.03.2005 	Диарбакърспор – Галатасарай 	0-1 (Мач за купата на Турция)

- 06.03.2005 	Галатасарай – Бешикташ	1-0
- 13.03.2005 	Истанбулспор – Галатасарай 	0-3
- 20.03.2005 	Галатасарай – Анкараспор	4-2
- 03.04.2005 	Кайсериспор – Галатасарай 	2-2
- 10.04.2005 	Галатасарай – Трабзонспор	0-2
- 17.04.2005 	Себатспор – Галатасарай 	1-3
- 24.04.2005 	Галатасарай – Диарбакърспор	1-0
- 01.05.2005 	Малатияспор – Галатасарай 	0-1
- 08.05.2005 	Галатасарай – Анкарагюджу 	2-1
- 15.05.2005 	Галатасарай – Генчлербирлии	1-2
- 22.05.2005 	Фенербахче – Галатасарай 	1-0
- 29.05.2005 	Галатасарай – Денизлиспор 	x-x

## Кариера извън спорта
През 1999 г. Хаджи купува бившия хотел „Букурещ“ в курорта Мамая край Констанца. След ремонт хотела е открит на 4 юли 2001 г. като хотел „Яки“ (Iaki) с категория четири звезди . Името е производно от имената на децата на Хаджи – сина Янис (Ianis) и дъщерята Кира (Kira).